# Barksäter
Barksäter eller Barksätter är en herrgård i Östra Vingåkers socken, Katrineholms kommun.
Barksäter är känt sedan 1400-talet och var redan då frälseegendom. Under början av 1500-talet tillhörde den Hans Brask och tillföll vid hans flykt ur landet Gustav Vasa som arv och eget. Karl IX skänkte 1589 gården till Gisle Nilsson Strutz, som gav den till morgongåva åt sin fru Gunilla Rosenstråle, som sedan levde där till sin död 1640. Från 1640 var hennes brorson Svante Rosenstråle bosatt på Barksäter och gården förblev därefter i släkten Rosenstråles ägo till 1739. 1743 såldes Barksäter till Claës Stromberg som 1776 införlivades det med Claestorps fideikommiss.
1883 såldes Barksäter till godsägaren Axel Sundberg som inrättade en såg och träullsfabrik vid godset.
Mary Francke-Gustafson donerade Barksäter till Kungliga Skogs- och Lantbruksakademien 1983. Egendomen ska bevaras som ett sammanhållet sörmländskt jord- och skogsbruk.